# Hyperboloidkonstruktion

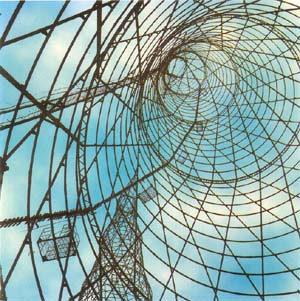
Stromleitungsmast am Fluss Oka, Detail der Konstruktion aus dem Inneren: Abschnittsweise Hyperboloidstücke abnehmender Krümmung

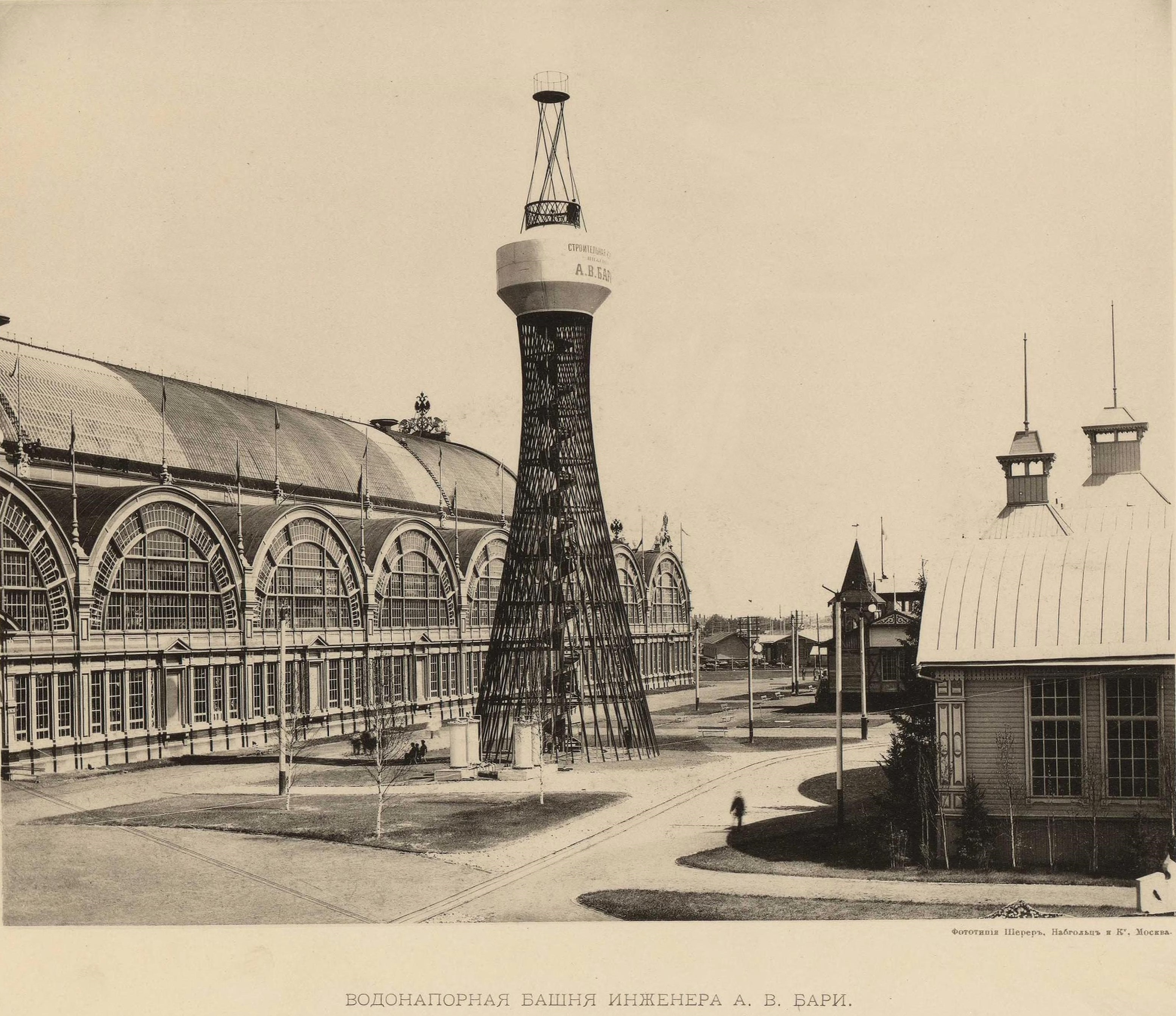
Tragwerk von Schuchow, 1896.

Eine Hyperboloidkonstruktion ist ein Fachwerk oder Tragwerk in Form eines Rotationshyperboloids.
Ihre äußere Hülle wird gitterartig aus ein oder zwei Scharen von geraden Elementen gebildet. Trotz der freien Form sind keine gekrümmten Bauteile erforderlich. Selbst hohe Hyperboloidtürme haben minimalen Windwiderstand.

## Geschichte
Obwohl die mathematischen Eigenschaften des Hyperboloids seit langem bekannt sind, hat die Form erst in der Moderne Eingang in die Architektur gefunden. Die erste Hyperboloid-Konstruktion entwarf der russische Ingenieur, Wissenschaftler und Architekt Wladimir Schuchow. Es war ein Wasserturm, der für die Allrussische Industrie- und Handwerksausstellung 1896 in Nischni Nowgorod erbaut wurde. Die Konstruktion, in der ein Wasserbehälter mit 9500 Wjodra (über 120.000 Litern) Fassungsvermögen von einer eleganten 26 Meter hohen Konstruktion getragen wurde, erregte seinerzeit großes Aufsehen.
Heute sind die meisten Kühltürme nach diesem Prinzip gebaut; neben dem einfachen Schalungsbau haben sie gute strömungstechnische Eigenschaften (Kamineffekt bei Ausdehnung des abkühlenden Dampfes).
Trotz der unterschiedlichen Herangehensweise wird auch Gaudís Ansatz der Katenoiden-Konstruktion (Kettenlinien), die er für die Sagrada Família gewählt hat, in Zusammenhang mit den rotationshyperbolischen Konstruktionen nach Schuchow gesehen.

## Beispiele für hyperbolische Konstruktionen
Heute existieren in Russland noch sieben der von Schuchow konstruierten Türme, darunter der 160 Meter hohe Schuchow-Radioturm in Moskau. Der 128 Meter hohe Stromleitungsmast am Fluss Oka unweit Nischni Nowgorod ist der einzig erhaltene Freileitungsmast dieser Bauform.
- Colorado, West Virginia – Beobachtungstürme (1920er Jahre)
- Fernseh- und Aussichtsturm Guangzhou, China
- NIGRES-Stromleitungsmast an der Oka, Russland
- Adschihol-Leuchtturm, Ukraine
- Lörmecke-Turm, Warstein, Deutschland
- Jübergturm, Hemer, Deutschland
- Schlossbergturm, Freiburg, Deutschland
- Mae West (Kunstwerk), München, Deutschland
- Fernsehturm Ještěd, Tschechien
- Wasserturm (Ciechanów), Polen
- TBZ-Turm, Zürich, Schweiz

Fachwerkkonstruktionen
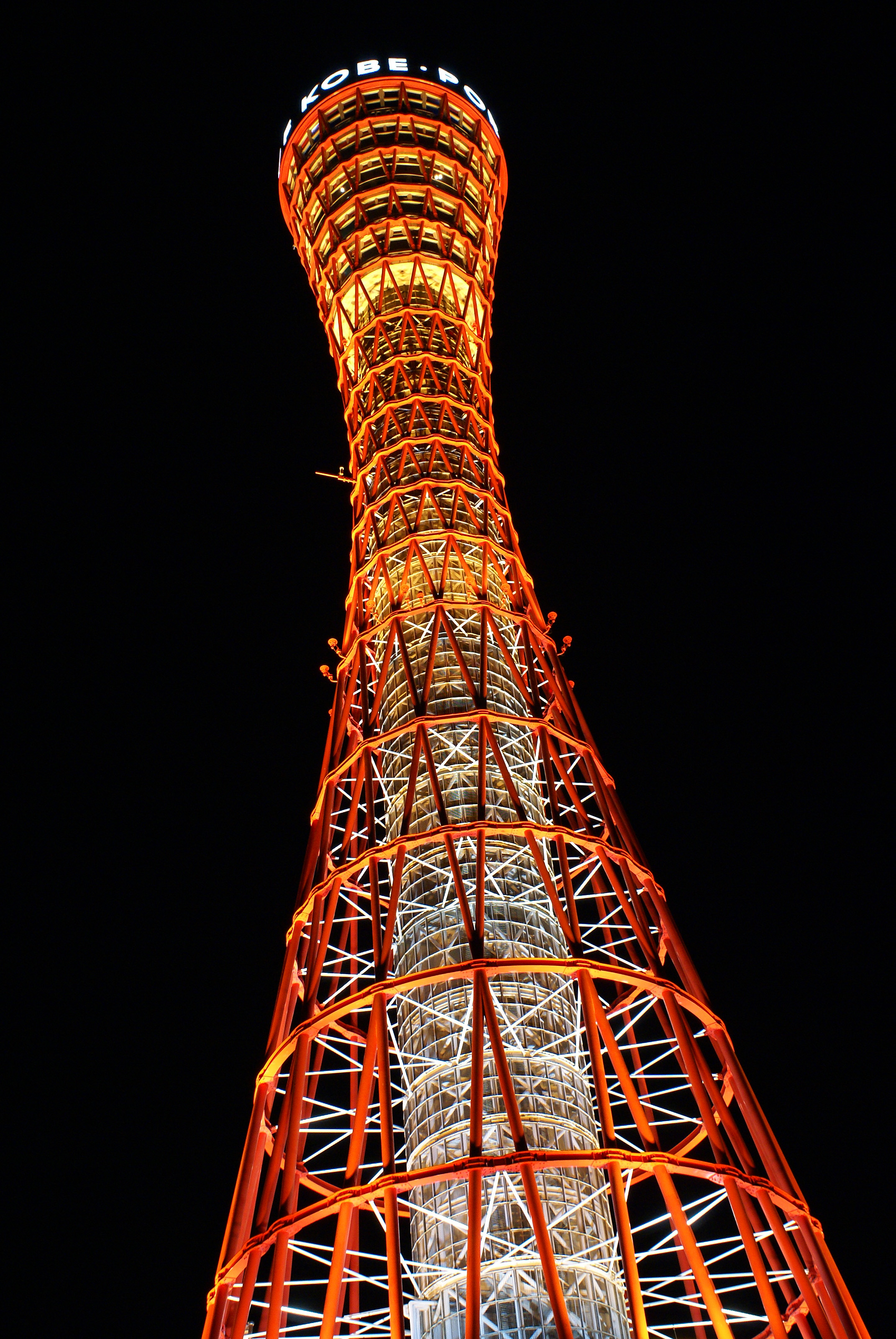
Kōbe Port Tower
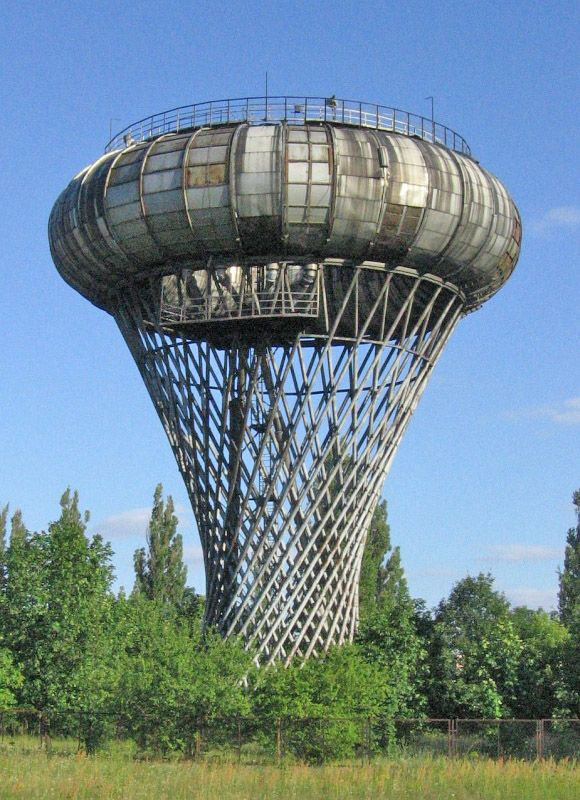
Ciechanów Wasserturm, Jan Bogusławski, 1972
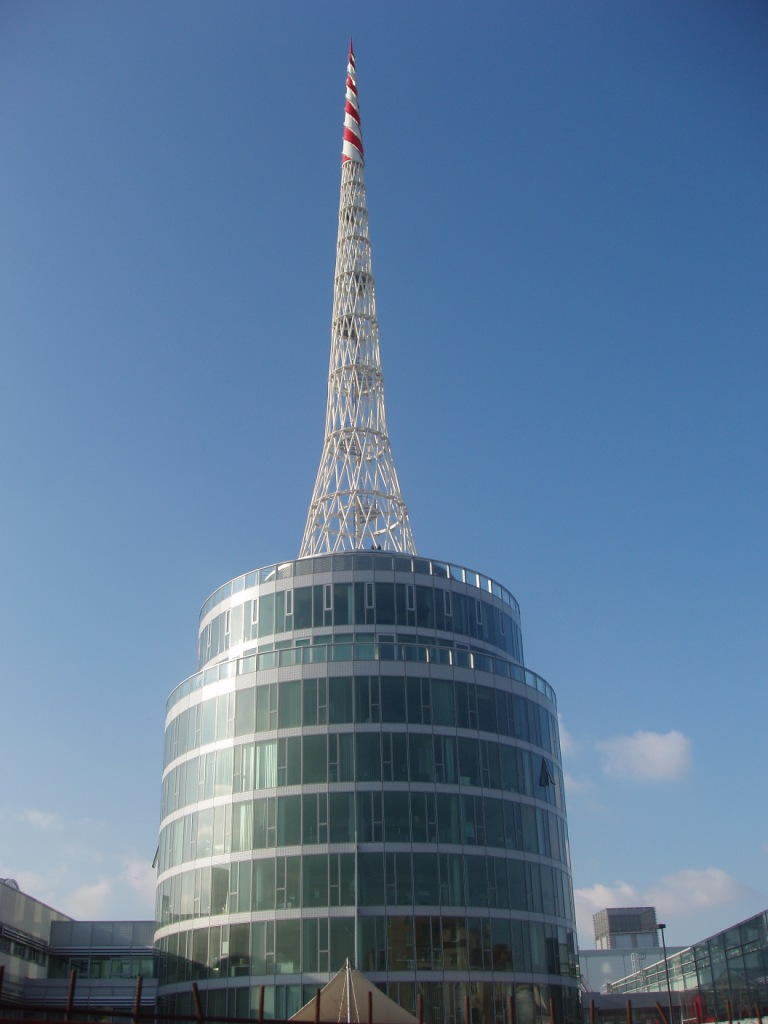
Messe Wien Messeturm

Dekorative Formgebung
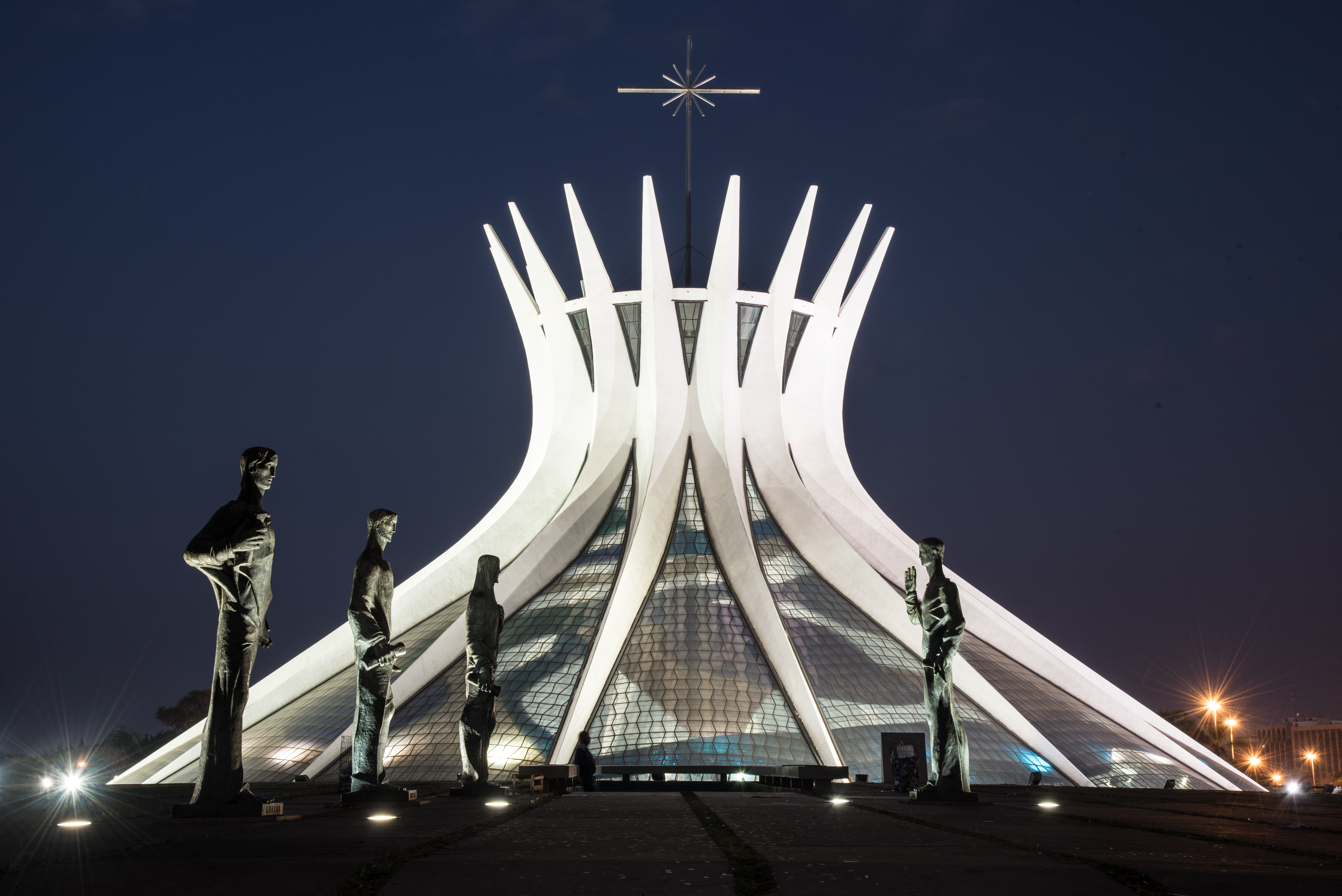
Oscar Niemeyer: Catedral Metropolitana Nossa Senhora Aparecida, Brasilia, 1970
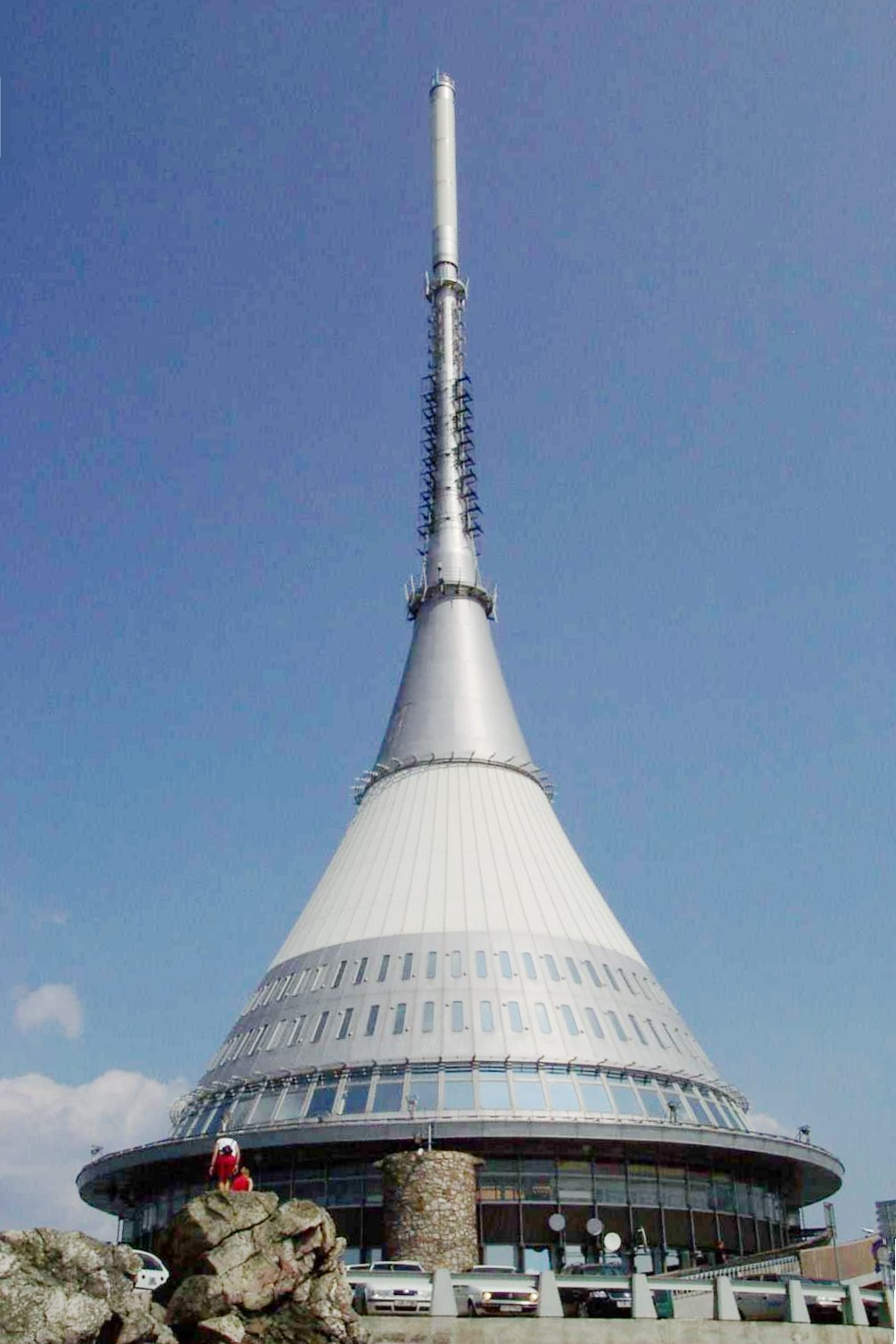
Karel Hubáček: Fernsehturm Ještěd, Liberec, 1966–1973
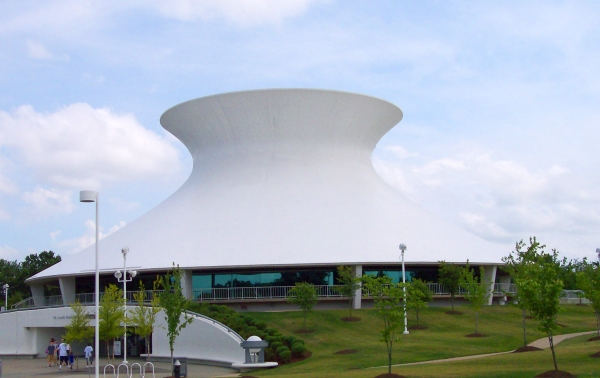
E. Verner Johnson a. Ass.: James S. McDonnell Planetarium, St. Louis Science Center, 1991

Industriebauten
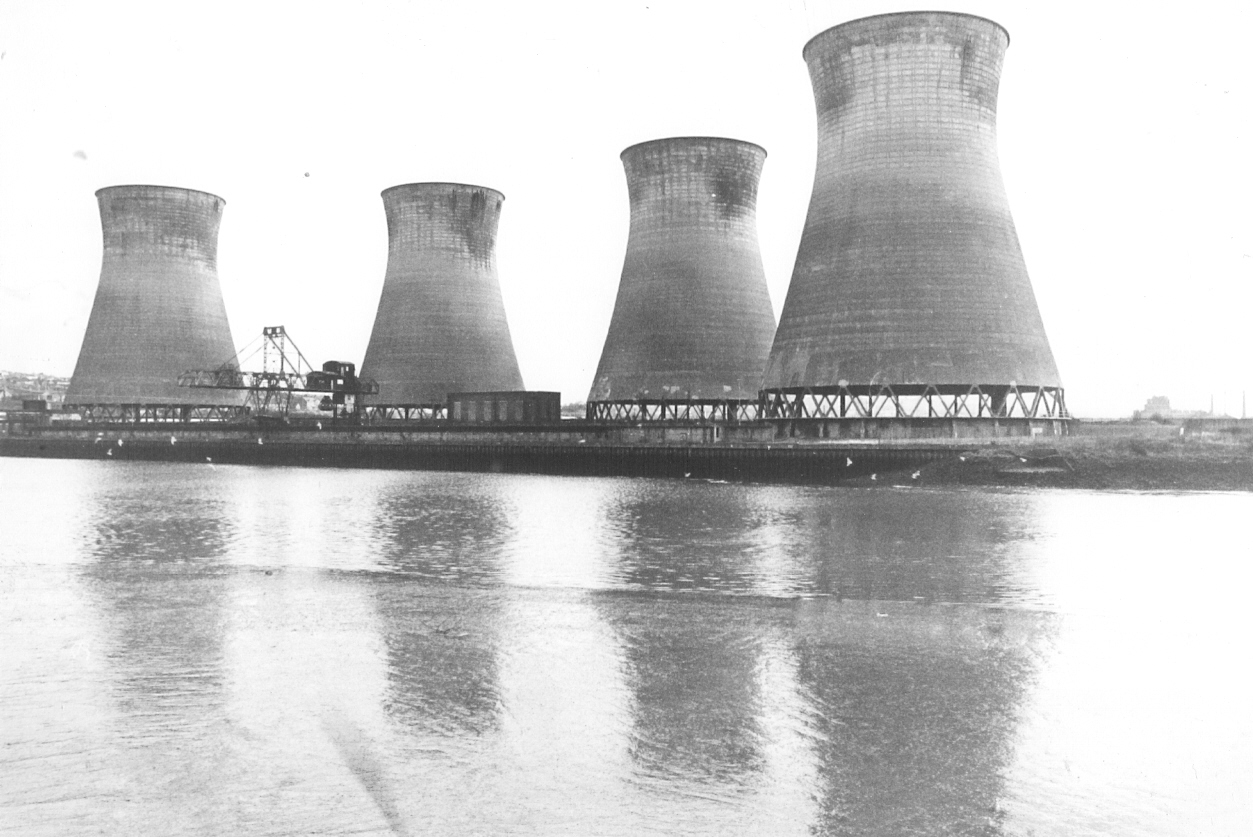
Kraftwerk Stella, Blaydon, UK, 1951 frühe verschalte Tragwerkskonstruktion eines Kühlturms

Gebrauchsgegenstände
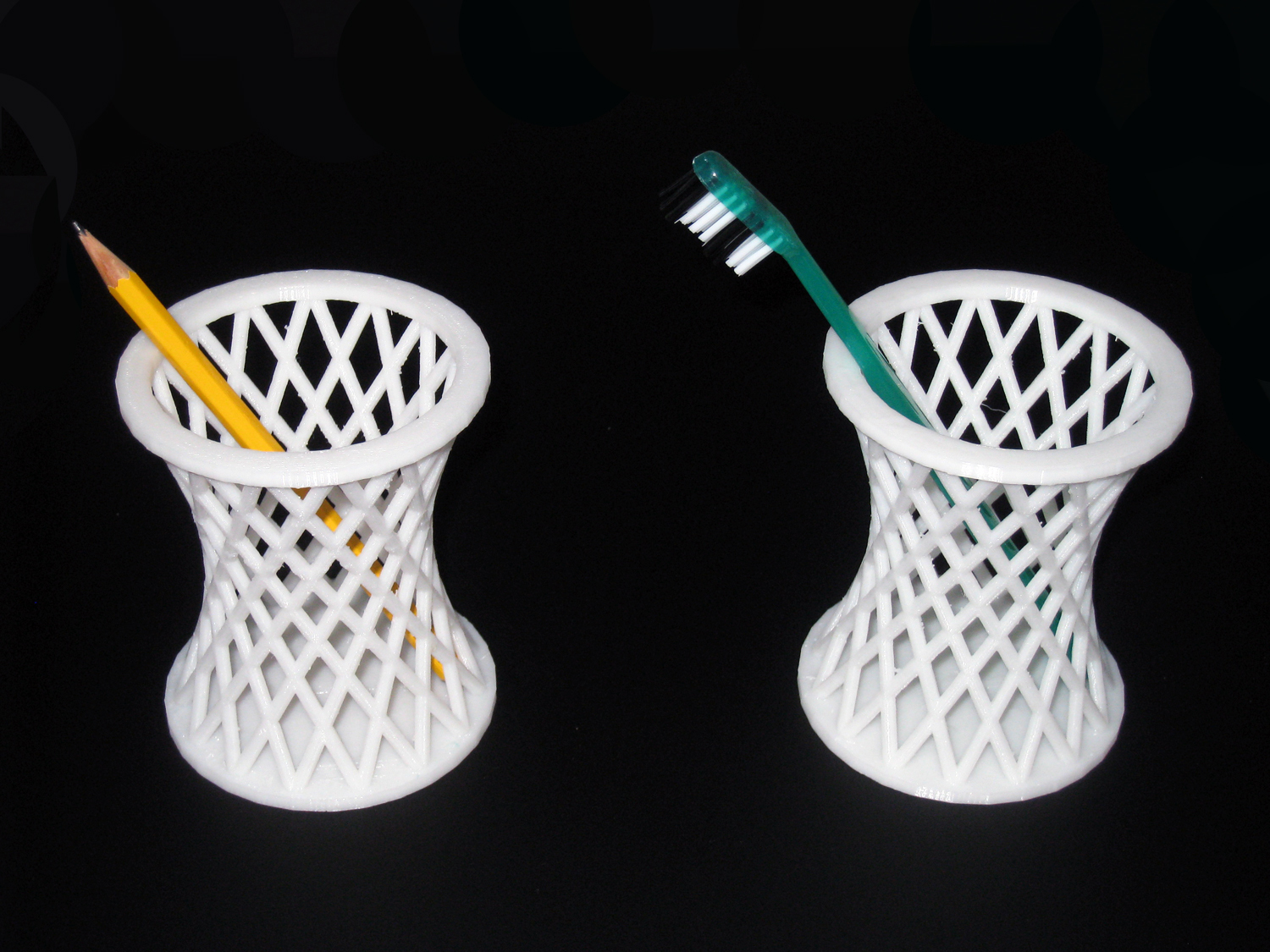
Becher
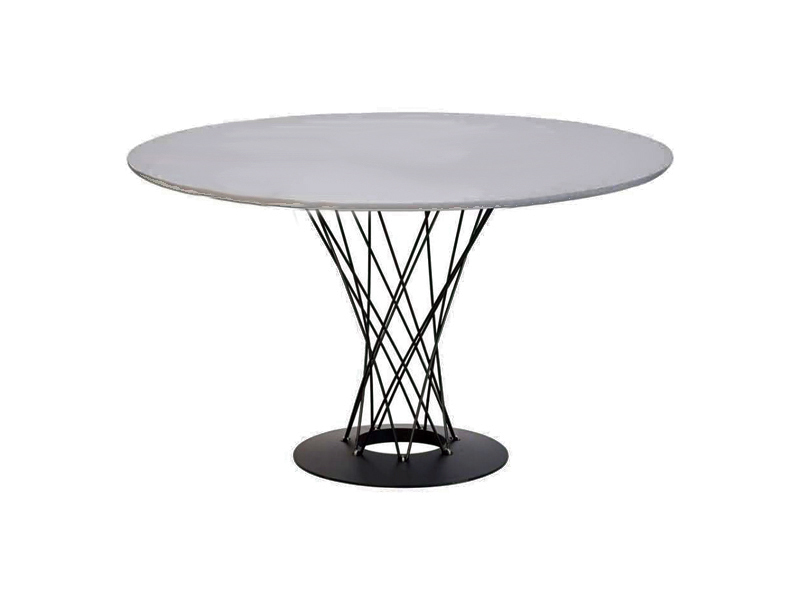
Tisch